# Izaut-de-l’Hôtel
Izaut-de-l’Hôtel ist eine französische Gemeinde mit 293 Einwohnern (Stand: 1. Januar 2022) im Département Haute-Garonne in der Region Okzitanien; sie gehört zum Arrondissement Saint-Gaudens und zum Gemeindeverband Cagire Garonne Salat. Die Einwohner werden Izautois genannt.

## Geografie

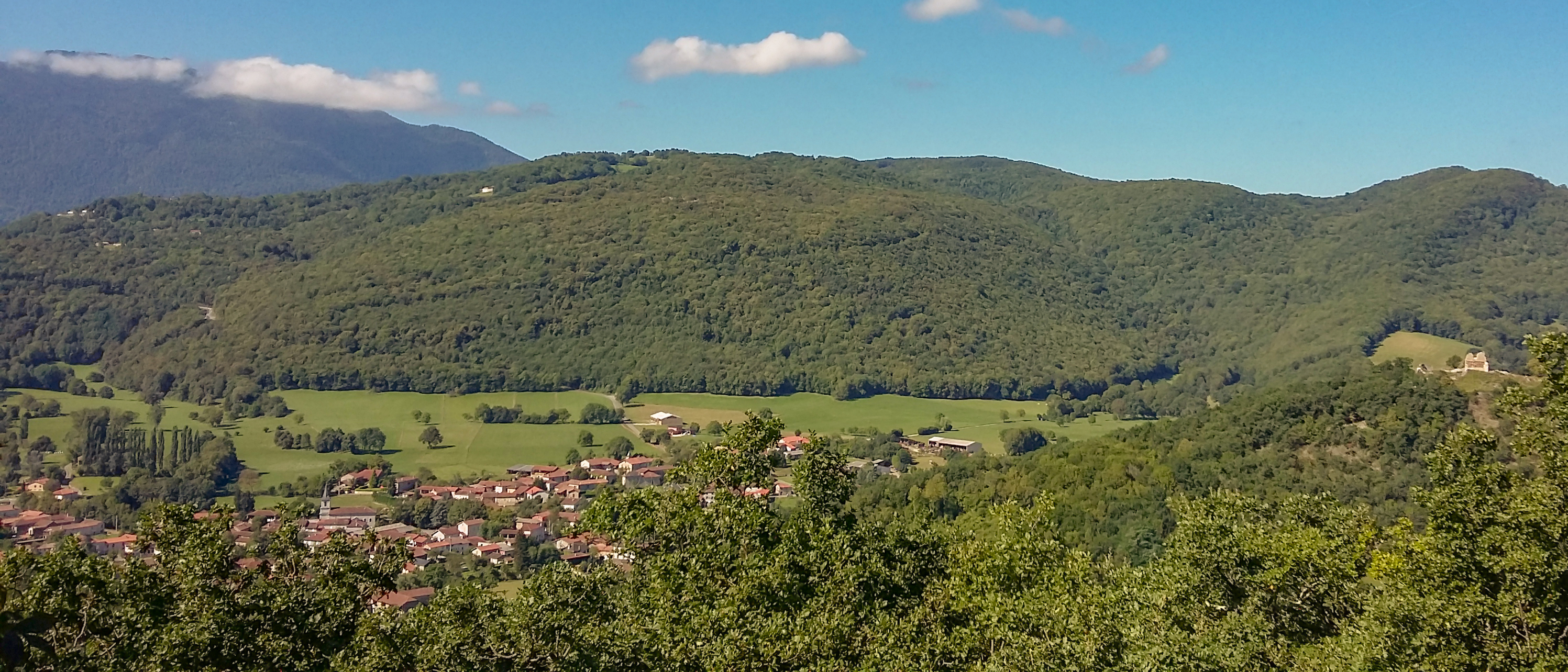
Blick auf Izaut-de-l’Hôtel
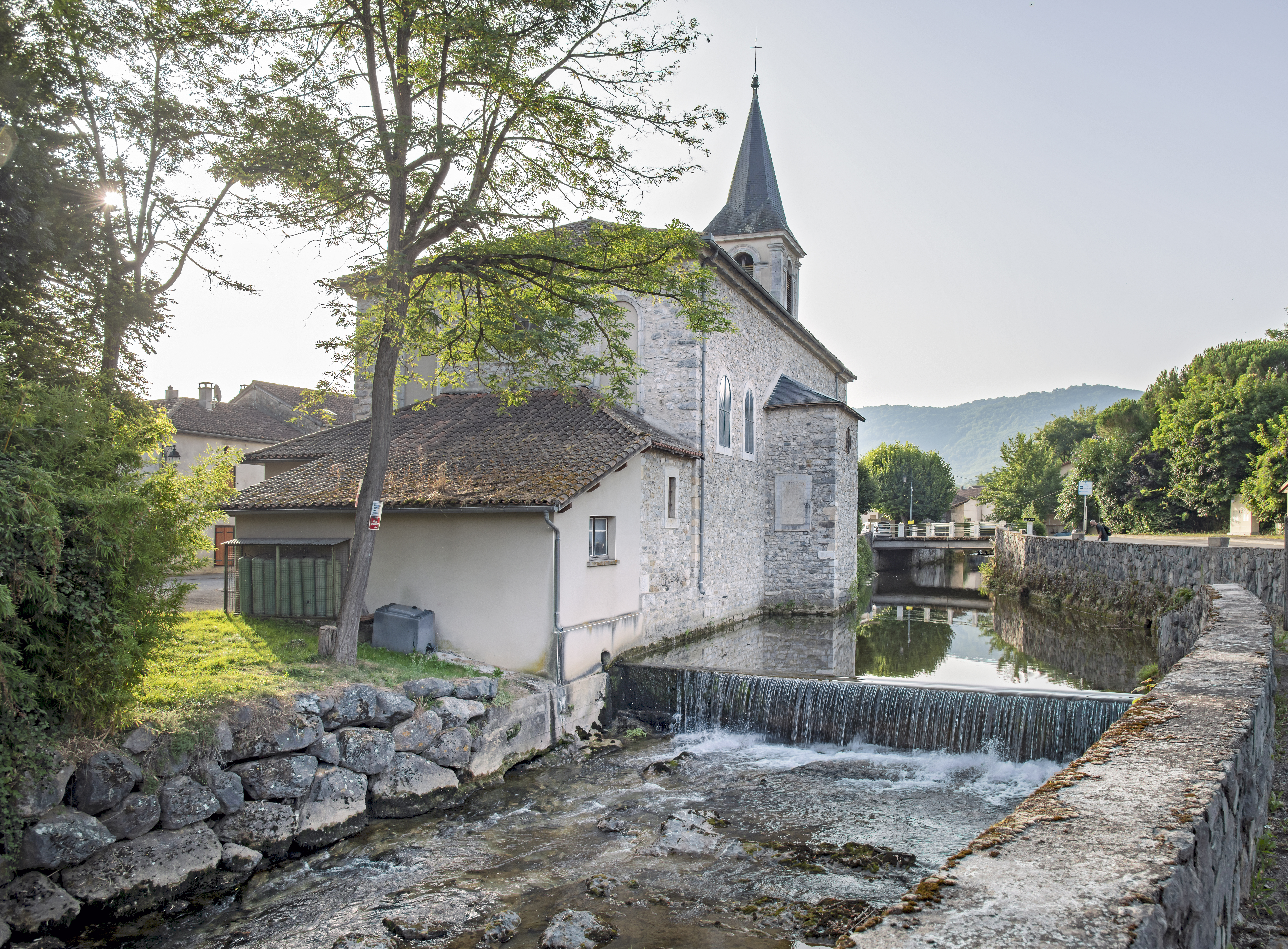
Der Fluss Job

Die Gemeinde Izaut-de-l’Hôtel liegt in den Pyrenäen im Süden der historischen Provinz Comminges, etwa 15 Kilometer südlich von Saint-Gaudens. Das waldreiche Gemeindegebiet liegt in einem Talkessel, der von der Einmündung das Ruisseau de Bayech in den Fluss Job gebildet wurde und den Bergen, die den Talkessel flankieren. Der Job entwässert zum Ger im Einzugsgebiet der Garonne. Zur Gemeinde gehören die Weiler Jordis, Peyregude, Peyre d’Arles und Hountau sowie einige Einzelhöfe. Umgeben wird Izaut-de-l’Hôtel von den Nachbargemeinden Cabanac-Cazaux im Norden, Encausse-les-Thermes (Berührungspunkt) im Nordosten, Aspet im Osten, Sengouagnet im Südosten, Juzet-d’Izaut im Süden, Arbon im Südwesten, Malvezie im Westen sowie Payssous im Nordwesten.
Die höchsten Erhebungen im Gemeindegebiet von Izaut-de-l’Hôtel sind:
- Pic de Cabanassès 774 m
- Castech 759 m
- Pic de Bédat 739 m
- Tuc de Hosets 710 m
- Cap de la Hage 665 m
- Mail du Cap de la Pelade 560 m
- Mail du Teing 557 m

Den höchsten Punkt im Gemeindegebiet bildet mit 800 m die Nordostflanke des 831 m hohen Les Paloumères.

## Bevölkerungsentwicklung
| Jahr      | 1962 | 1968 | 1975 | 1982 | 1990 | 1999 | 2006 | 2014 | 2021 |
| Einwohner | 351  | 288  | 309  | 332  | 320  | 306  | 334  | 318  | 293  |

Im Jahr 1831 wurde mit 900 Bewohnern die bisher höchste Einwohnerzahl ermittelt. Die Zahlen basieren auf den Daten von cassini.ehess und INSEE.

## Sehenswürdigkeiten

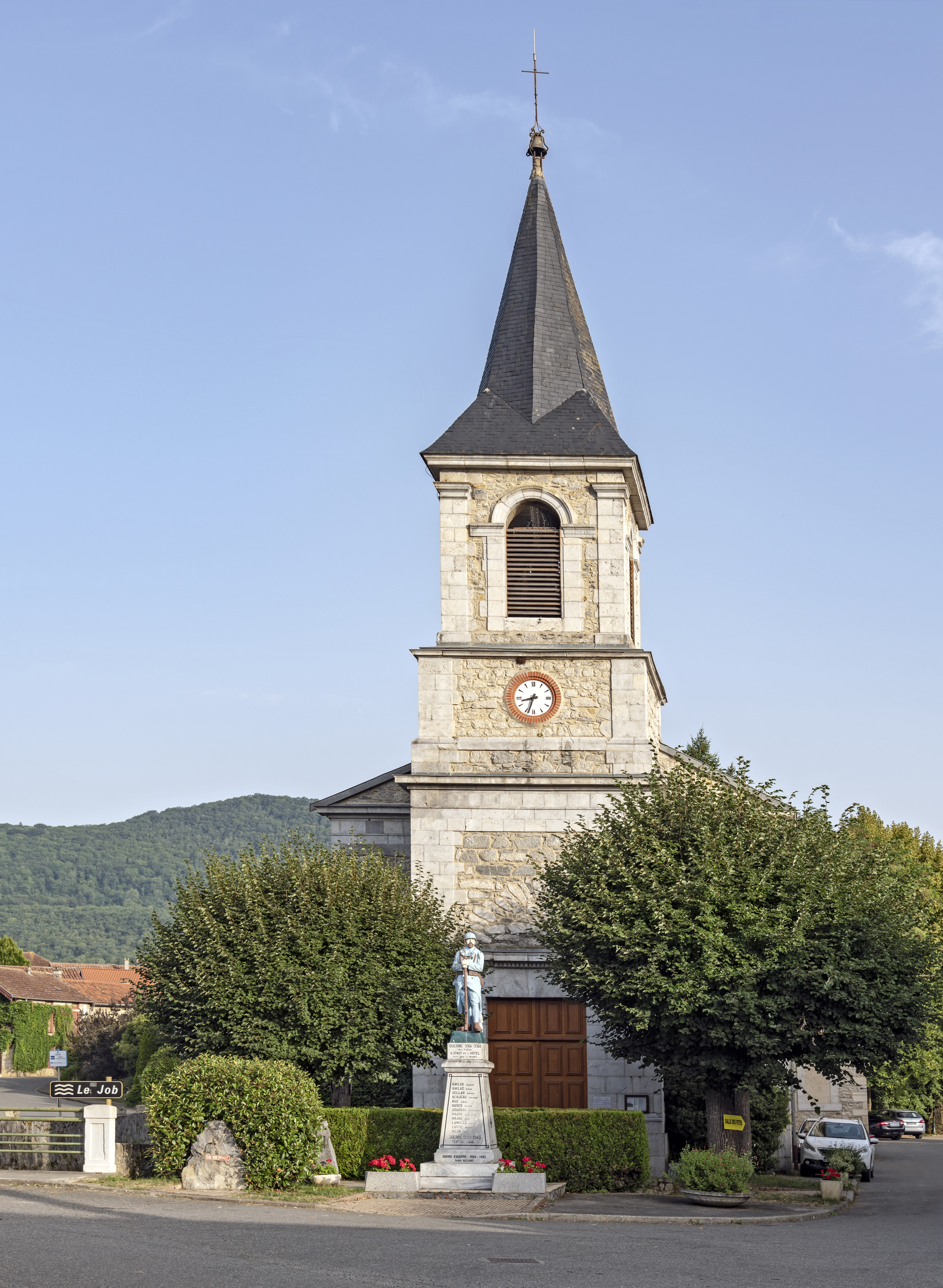
Kirche Notre-Dame-du-Mont-Carmel
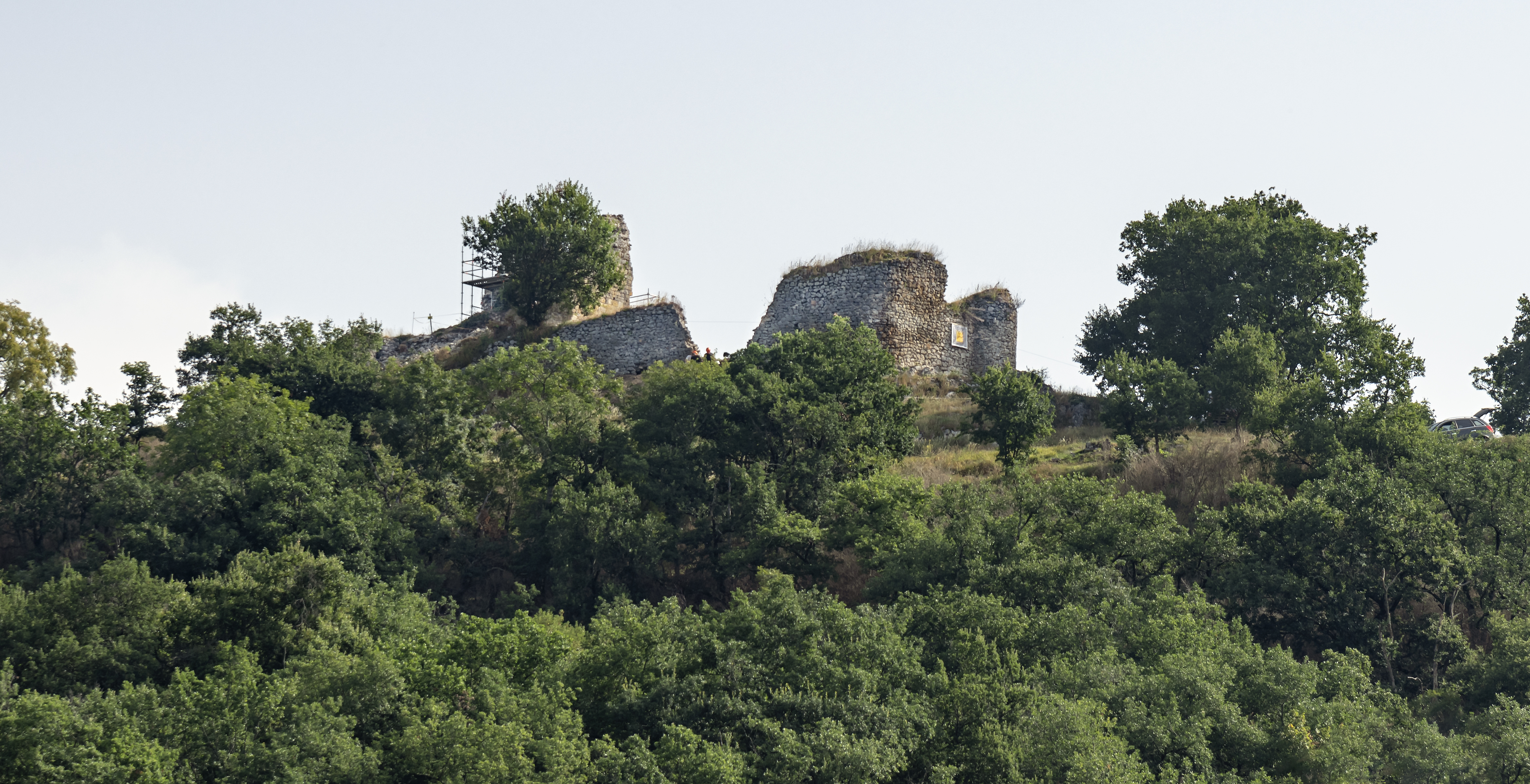
Burgruine

- Kapelle Saint-Roch
- Kapelle Saint-Clet
- Burgruine mit Donjon
- Schloss Izaut-de-l’Hôtel
- Höhle Grotte de la Maure
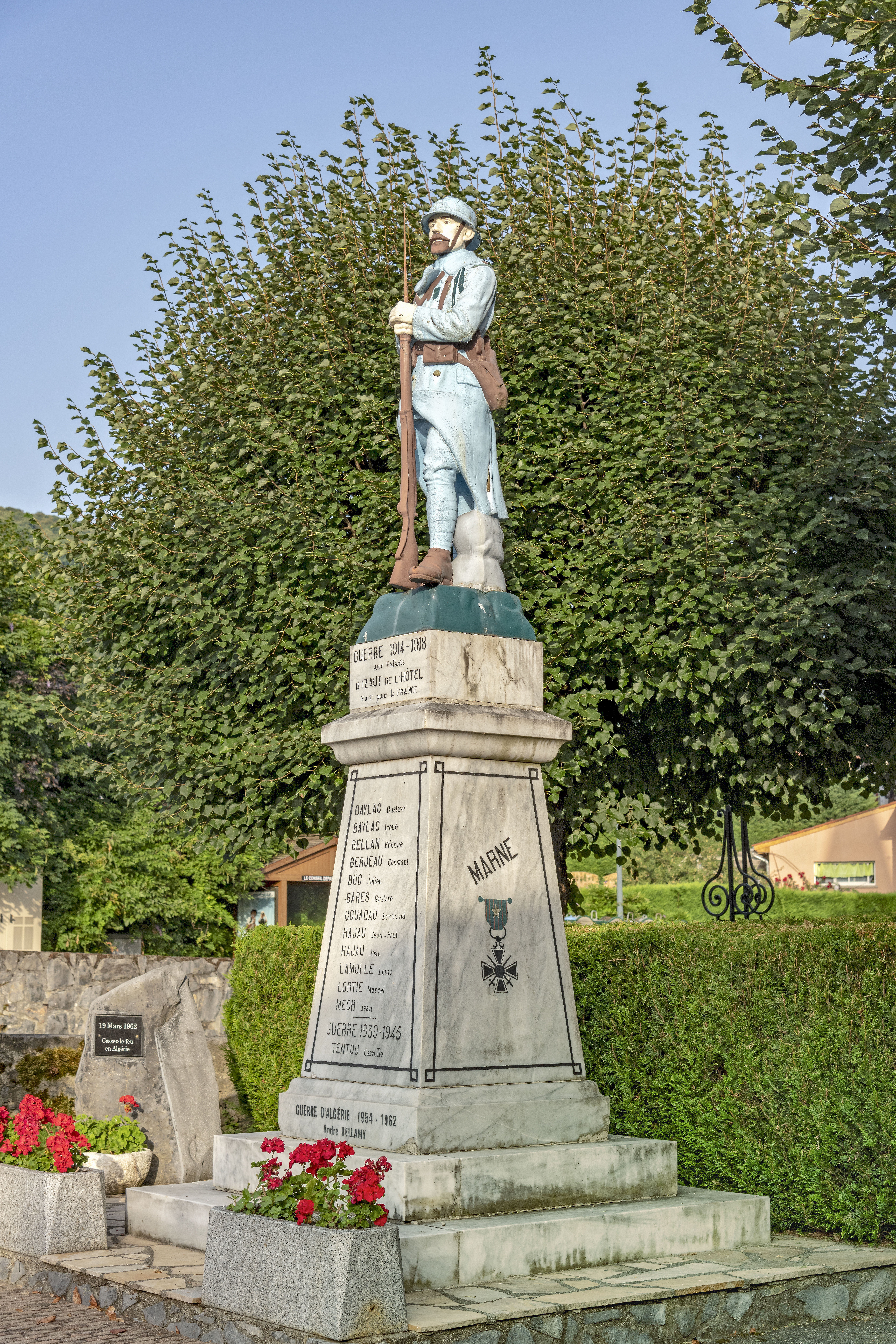
Gefallenen-Denkmal

- Kirche Notre-Dame-du-Mont-Carmel
- Burgruine
- Gefallenen-Denkmal

## Wirtschaft und Infrastruktur
In Izaut-de-l’Hôtel sind 19 Landwirtschaftsbetriebe ansässig (Pferde-, Rinder-, Ziegen- und Schafzucht, Getreide- und Gemüseanbau).
15 Kilometer nördlich von Izaut-de-l’Hôtel besteht ein Anschluss an die Autoroute A645. Der 14 Kilometer entfernte Bahnhof von Saint-Gaudens liegt an der Bahnstrecke Toulouse–Bayonne.